# LM-2008
LM-2008（ロシア語: ЛМ-2008）は、かつてロシア連邦のサンクトペテルブルクに存在した輸送用機器メーカーのペテルブルク路面電車機械工場（Петербургский трамвайно-механический завод, ПТМЗ）が製造した路面電車車両。バリアフリーに対応した部分超低床電車で、71-153と言う形式番号も有している。

## 概要
ペテルブルク路面電車機械工場では、2006年に量産が始まった2車体連接車のLVS-2005を皮切りに、車内の床面高さの一部を低くしバリアフリーに対応させた部分超低床電車の展開に着手した。その中でLM-2008は1両での運転が可能なボギー車（単車）として設計された形式である。
ループ線が存在する路線での運行に適した片運転台の車両で、右側面4箇所にプラグドア方式の乗降扉を有し、そのうち中央の2箇所は床上高さ350 mmの低床部分に設置されている。この低床部分は車内全体の40 %を占めており、幅が広い乗降扉を含めてベビーカーや車椅子利用客の利用に適した構造となっている。一方、車内全体の60 %はステップを介する必要がある高床部分となっているが、ボナトランス（BonaTrans）が製造を手掛けた2段サスペンションや弾性車輪を備えた動力台車を用いる事で、旧来の路面電車（950 mm）から床上高さを750 mmに抑えている。車体の外板はポリマー材料によって作られており、多湿な環境下でも腐食を抑え車体の耐久性が向上している。
各台車には2基の誘導電動機やディスクブレーキが備わっている。制動装置としては回生ブレーキの他、非常用の電磁吸着ブレーキが搭載されている。
車内照明には蛍光灯が用いられ、暖房・換気機能を搭載した空調装置が備わっている一方、運転室には冷暖房双方に対応した空調装置が独自に設置されている。また、車内外には安全対策として監視カメラが設置されている他、乗降扉にも挟み込み防止対策が施されている。

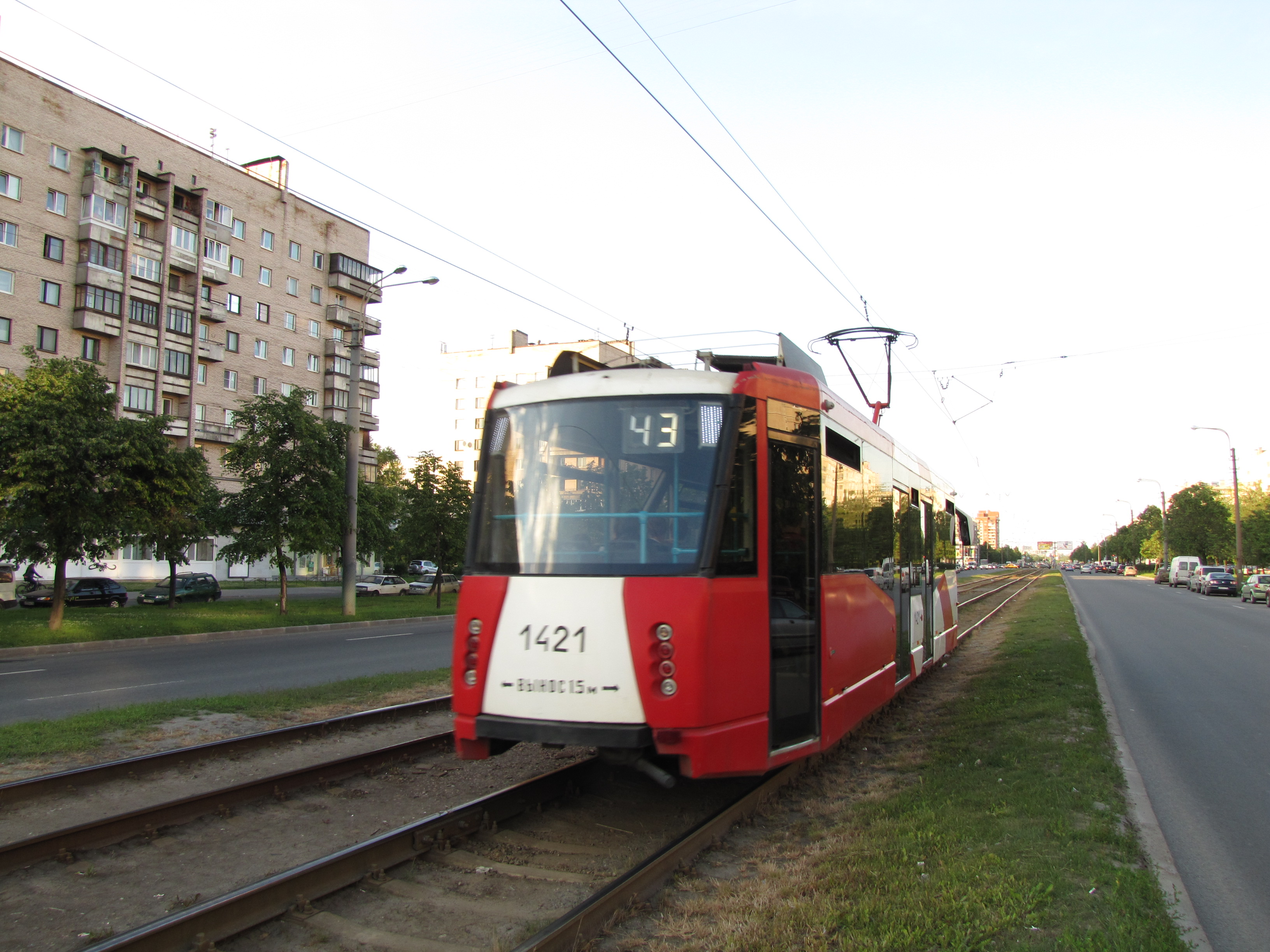
後方には運転台がない（サンクトペテルブルク）

## 運用・導入都市
2008年に認可が下りた事で同年から製造が開始され、サンクトペテルブルク市電を始めロシア連邦やウクライナ各都市へ向けての展開が行われた。基本形式である71-153に加えて総括制御による連結運転が可能な機器を備えた71-153.3も展開され、2010年にモスクワ市電向けに21両が製造された。だが、需要減少や資金難により2012年をもって製造は中断し、翌2013年には製造元のペテルブルク路面電車機械工場自体が倒産した。その影響で保守や予備部品確保が困難になった事からモスクワ（モスクワ市電）に導入された車両については営業運転から離脱し、1両を除いて2018年以降ニジニ・ノヴゴロド（ニジニ・ノヴゴロド市電）やウリヤノフスク（ウリヤノフスク市電）への譲渡が行われている。以下に示す「都市」および「導入車両数」は、この譲渡分を除いた製造当初のものである。
| 形式     | 国         | 都市                                            | 導入車両数 |
| -------- | ---------- | ----------------------------------------------- | ---------- |
| 71-153   | ロシア連邦 | サンクトペテルブルク (サンクトペテルブルク市電) | 33両       |
| 71-153   | ロシア連邦 | モスクワ (モスクワ市電)                         | 2両        |
| 71-153   | ロシア連邦 | クラスノヤルスク (クラスノヤルスク市電)         | 1両        |
| 71-153   | ロシア連邦 | ニジニ・ノヴゴロド (ニジニ・ノヴゴロド市電)     | 1両        |
| 71-153   | ロシア連邦 | トゥーラ (トゥーラ市電)                         | 1両        |
| 71-153   | ウクライナ | マリウポリ (マリウポリ市電)                     | 2両        |
| 71-153   | ウクライナ | ドネツィク (ドネツィク市電)                     | 1両        |
| 71-153.3 | ロシア連邦 | モスクワ (モスクワ市電)                         | 21両       |

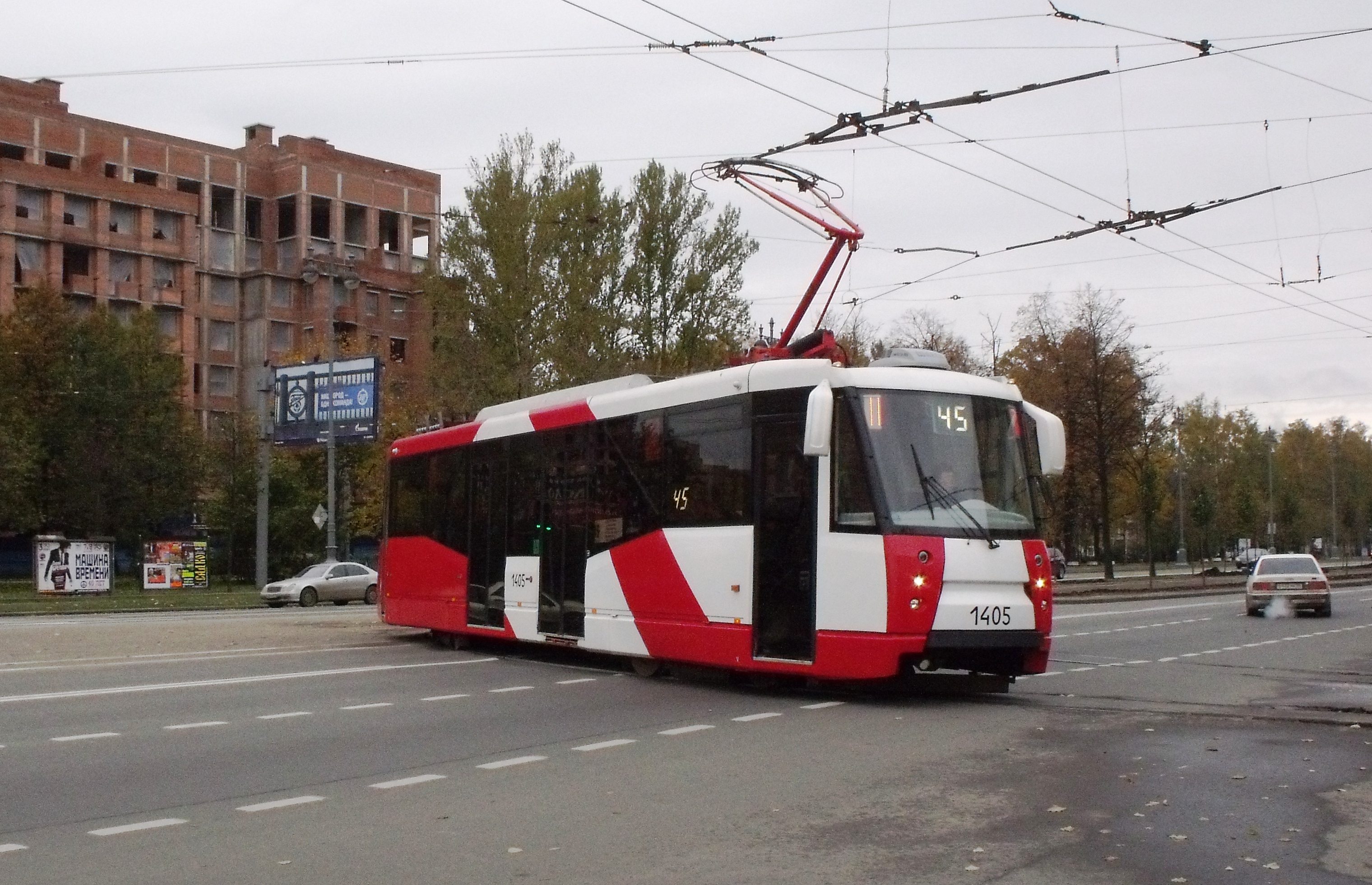
ロシア連邦：サンクトペテルブルク（2009年撮影）
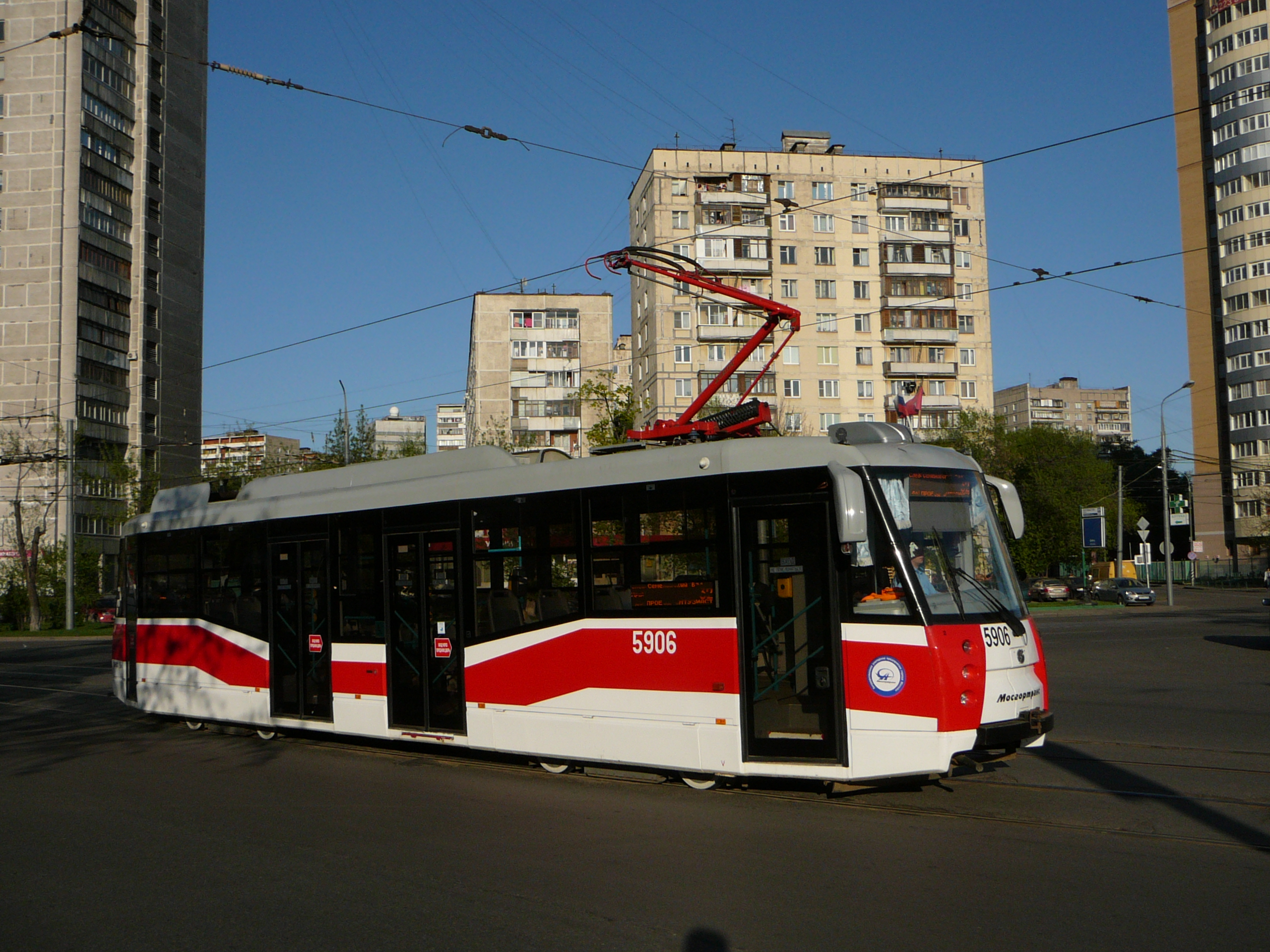
ロシア連邦：モスクワ（2011年撮影）
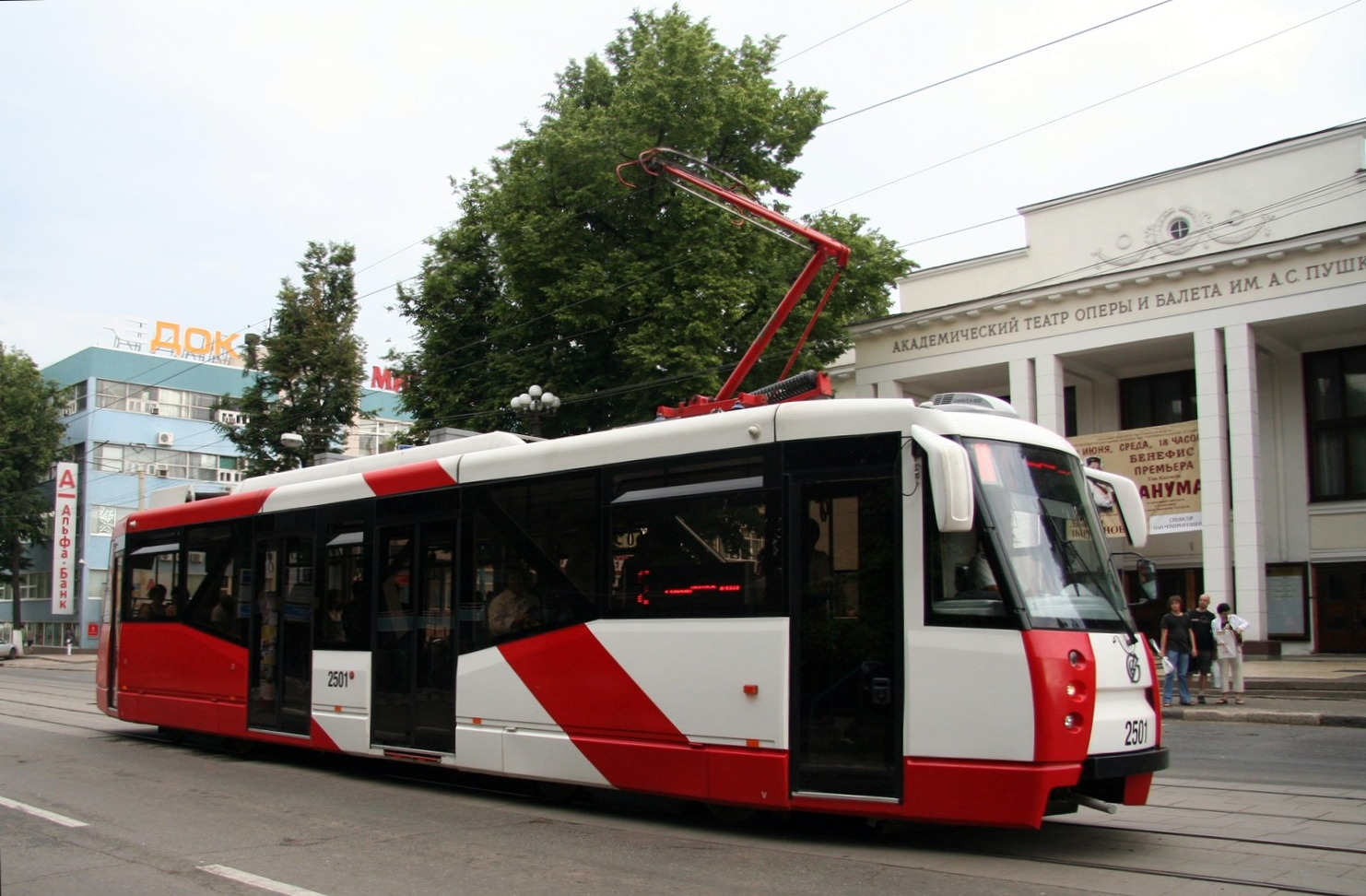
ロシア連邦：ニジニ・ノヴゴロド（2009年撮影）
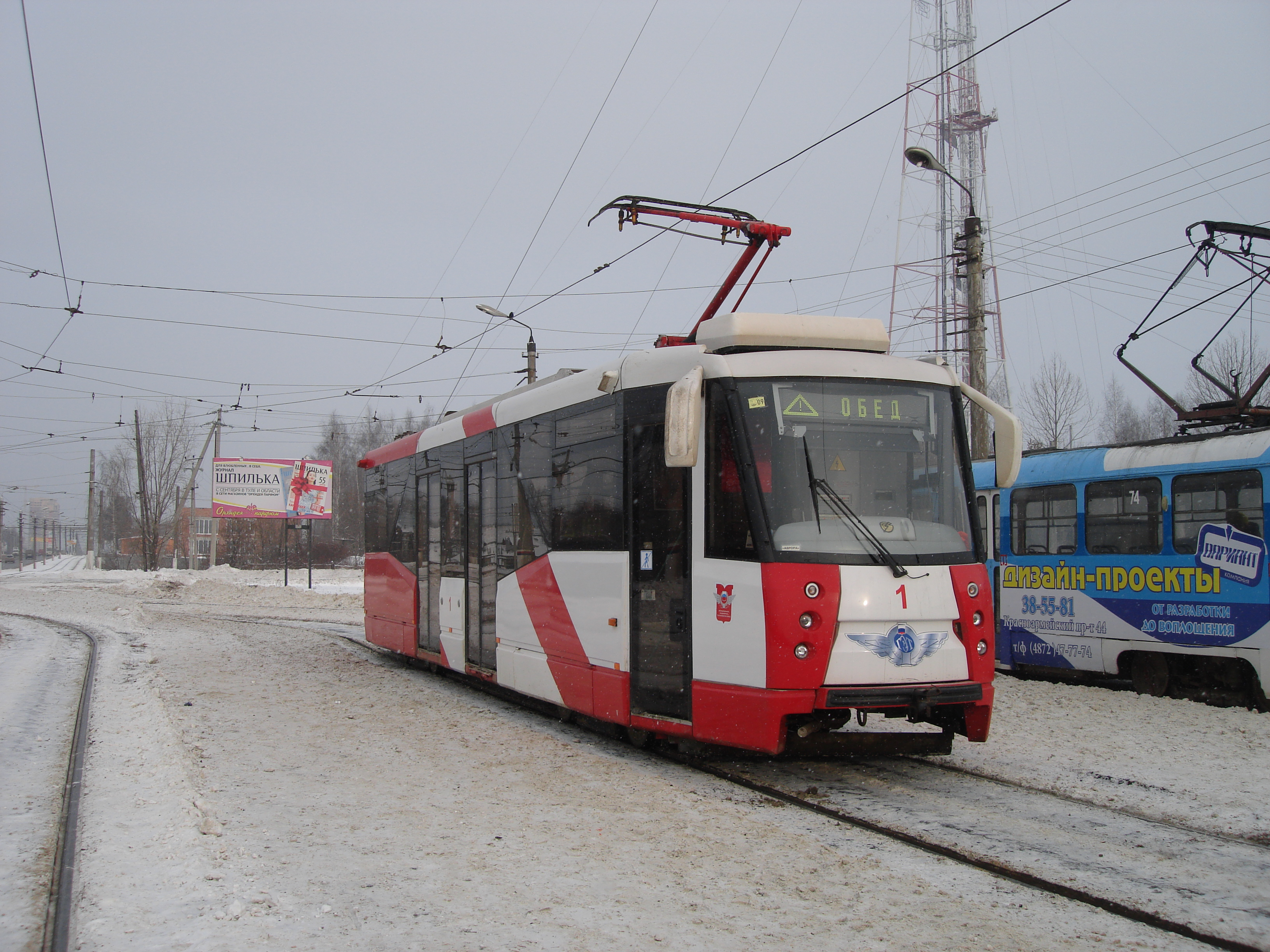
ロシア連邦：トゥーラ（2009年撮影）
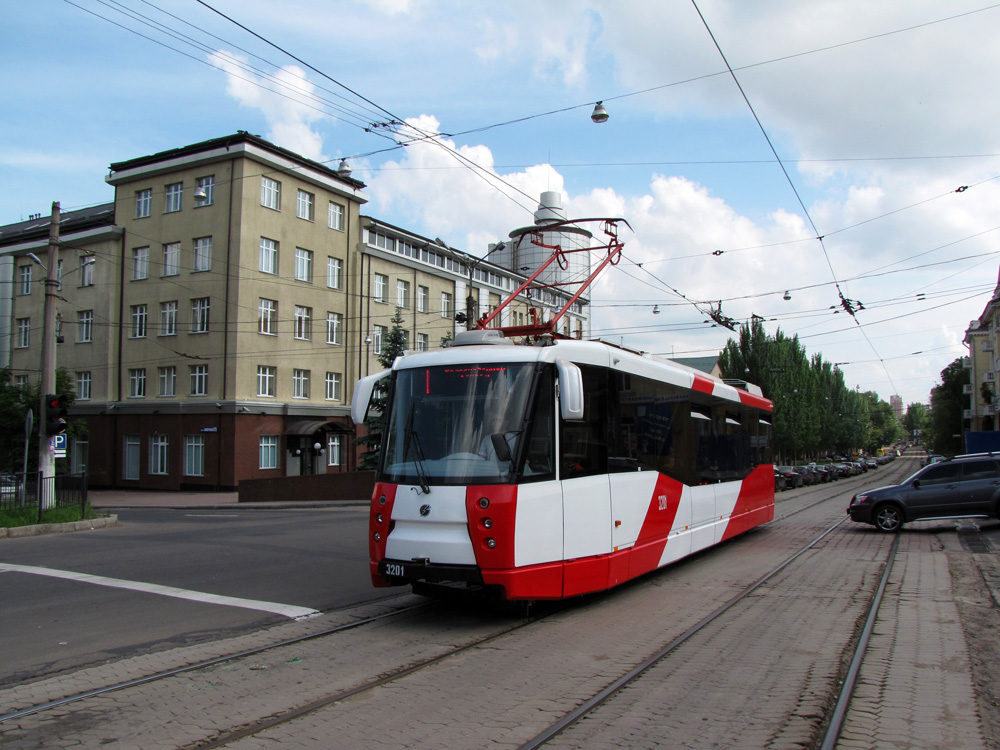
ウクライナ：ドネツィク（2010年撮影）